# ولي محمدبازار
ولي محمدبازار (بالفارسية: ولی محمدبازار) هي قرية تقع في منطقة بولان في إيران. يقدر عدد سكانها بـ 525 نسمة بحسب إحصاء 2016.